# Zyprische Badmintonmeisterschaft 2021
Die Zyprische Badmintonmeisterschaft 2021 fand am 6. und 7. November 2021 in Nikosia statt. 

## Medaillengewinner
| Disziplin    | Gold                              | Silber                             | Bronze                                    |
| ------------ | --------------------------------- | ---------------------------------- | ----------------------------------------- |
| Herreneinzel | Christos Hailis                   | Aris Kattirtzi                     | Elias Nicolaou                            |
| Herreneinzel | Christos Hailis                   | Aris Kattirtzi                     | Constantinos Symeonides                   |
| Dameneinzel  | Elena Christodoulou               | Eva Kattirtzi                      | Ioanna Pissi                              |
| Dameneinzel  | Elena Christodoulou               | Eva Kattirtzi                      | Chara Michael                             |
| Herrendoppel | Kyriakos Pissis Orestis Pissis    | Iacovos Acheriotis Christos Hailis | Andreas Frangou Nicolas Kokosis           |
| Herrendoppel | Kyriakos Pissis Orestis Pissis    | Iacovos Acheriotis Christos Hailis | Constantinos Symeonides Andreas Theodotou |
| Damendoppel  | Elena Christodoulou Eva Kattirtzi | Chara Michael Ioanna Pissi         | Ioanna Alexandrou Ioanna Antoniou         |
| Damendoppel  | Elena Christodoulou Eva Kattirtzi | Chara Michael Ioanna Pissi         | Andrea Chrysostomou Stephanie Frangou     |
| Mixed        | Elias Nicolaou Eva Kattirtzi      | Orestis Pissis Ioanna Pissi        | Andreas Ioannou Elena Christodoulou       |
| Mixed        | Elias Nicolaou Eva Kattirtzi      | Orestis Pissis Ioanna Pissi        | Anton Ivanov Andrea Chrysostomou          |